# Matilda (kampvogn)
 For alternative betydninger, se Matilda (flertydig). (Se også artikler, som begynder med Matilda)
Infanterikampvognen Matilda II (A12) sommetider omtalt som Senior Matilda var en britisk kampvognstype i 2. Verdenskrig. Ved et forholdsvis usædvanligt skridt kom den til at dele navn med infanterikampvognen Matilda Mk I (A11). Navnet Matilda i sig selv stammer fra Matilda McDuck – en and i en tegneserie. Matilda er også et gammelt teutonisk kvindenavn, der betyder "mægtig krigerinde".
Da A11 blev trukket ud af tjeneste blev A12'erens navn Matilda II opgivet, og den blev herefter kendt blot som Matilda.

## Udviklingshistorie
Infanterikampvognen med betegnelsen "Tank, Infantry, Mk II" blev konstrueret på Royal Arsenal, Woolwich, og blev fremstillet af Vulcan Foundry, som en forbedret udgave af Mk I modellen, som var en to-personers kampvogn, som kun var udstyret med et maskingevær. Matilda Mk II vejede omkring 27 tons, over dobbelt så meget som forgængeren, og den var bevæbnet med en 2-punds kanon (40 mm) i et tre-mands tårn.
I lighed med andre infanterikampvogne var den kraftigt pansret, fra 20 mm på de tyndeste steder til 78 mm foran – langt mere end samtidige kampvogne. Vægten af pansringen og den forholdsvis svage dobbelte motor (der var en tilpasset busmotor) samt problematisk affjedring betød at kampvognen havde en meget lav hastighed. F.eks. kunne kampvognen i ørkenen i Nordafrika kun præstere en gennemsnitsfart på omkring 9,5 km/t. Dette blev imidlertid ikke anset for at være et problem, da kampvognen specifikt var konstrueret i overensstemmelse med den britiske doktrin om infanterikampvogne, dvs. tungt pansrede, men langsomme køretøjer, som skulle yde støtte til infanteriet. Efter denne tankegang blev en hastighed, som svarede til den hastighed hvormed infanteristerne kunne marchere, anset som tilstrækkelig. Det tunge panser på Matildas støbte tårn blev legendarisk. I en periode i 1940-1941 fik Matilda tilnavnet "Ørkenens dronning".

## Produktions historie
De første Matilda kampvogne blev fremstillet i 1937; men kun to var i tjeneste da krigen brød ud i september 1939. Omkring 2.987 kampvogne blev fremstillet af Vulcan Foundry, John Fowler & Co., Ruston & Hornsby og senere af London, Midland and Scottish Railway på Horwich Works; Harland & Wolff og North British Locomotive Company. Producktionen blev stoppet i august 1943.

## Kamphistorie
Matilda blev først anvendt i kamp af 4. og 7. Royal Tank Regiment under slaget om Frankrig i 1940. Dens 2-punds kanon svarede til andre kampvognes kanoner, der lå i internallet mellem 37 og 45 mm range. På grund af panserets tykkelse var den stort set immun overfor beskydning fra de tyske kampvogne og anti-tank kanoner i Frankrig. Den berømte 88 mm anti-luftskyts kanon blev indsat som anti-tank kanon som eneste mulighed. Under modangrebet ved Arras lykkedes det ganske vist for de britiske Matilda II (og Matilda I) at stoppe den tyske fremrykning, men uden støtte fra infanteri var deres tab store. Alle køretøjer, som overlevede slaget ved Dunkerque blev efterladt, da British Expeditionary Corps blev evakueret.
I den første tid af felttoget i Nordafrika viste Matilda kampvognen sig igen særdeles effektiv mod italienske og tyske kampvogne, om en den var sårbar overfor de tyske anti-tank kanoner af større kaliber. Under Operation Compass spredte Matilda kampvogne fra den 7. britiske pansrede division ødelæggelse blandt de italienske styrker, som var udstyret med L3 tanketter og M11/39 kampvogne.
Under de hurtige manøvrer, som ofte blev gennemført i den åbne ørken blev kampvognens langsomme hastighed og ustabile styresystem til alvorlige problemer. Et andet problem bestod i at kampvognen ikke kunne skyde højeksplosive granater (granaten fandtes, men blev ikke udleveret). Da det tyske Afrikakorps til sidst ankom i Nordafrika blev 88 mm kanonen igen sat ind som anti-tank kanon mod Matilda kampvognene. Dette kombineret med den hurtige manøvrekrigsførsel, gjorde Matilda kampvognens dage talte i dette oprationsområde.
64 Matilda kampvogne gik tabt under Operation Battleaxe og et dusin blev efterfølgende repareret og sat i tysk tjeneste. Matilda kampvognene bar vellidt af deres tyske besætninger selv om deres anvendelse i kamp forårsagede forvirring på begge sider, trods det at de var udstyret med ekstrastore tyske markeringer.
Da den tyske hær fik nye kampvogne med kraftigere kanoner viste Matilda kampvognene sig mindre og mindre effektive. På grund af, at den ring, som tårnet passede ned i var lille kunne kampvognen ikke bære en tilstrækkelig stor kanon. Kampvognen var også forholdsvis dyr at fremstille. Vickers foreslog et alternativ, Valentine, som var udstyret med den samme kanon, en tilsvarende pansring, men monteret på et hurtigere og billigere chassis. Med ankomsten af Valentine, amerikanske Lee/Grant og Sherman kampvogne blev Matilda faset ud af den britiske hær. Da man nåede til Andet slag om el-Alamein|slaget ved el-Alamein var der kun få Matildaer i aktiv tjeneste. Omkring 25 tog del i slaget som mineryddende Matilda Scorpion kampvogne med påmonteret tromle med tunge stålkæder, som bragte miner til sprængning ved at banke kæderne ned i jorden foran kampvognen.
Den Røde Hær modtog 1.084 Matilda kampvogne. De sovjetiske Matildaer kom i kamp allerede under Slaget om Moskva og blev forholdsvis almindelige i 1942. Ikke overraskende blev kampvognen anset for at være for langsom og upålidelig. Besætningerne klagede ofte over, at sne og skidt samlede sig bag kampvognens skørter og blokerede affjedringen. Den lave hastighed og det tunge panser gjorde dem sammenlignelige med den Røde Hærs KV-1, men Matilda havde ikke nær den samme ildkraft som KV-1'eren. De fleste sovjetiske Matildaer gik til i 1942, men nogle få var fortsat i tjeneste i 1944. De sovjetiske styrker modificerede kampvognene ved at svejse stål på bælterne for at give dem bedre vejgreb.
I Stillehavet derimod havde de japanske styrker ingen tunge anti-tank kanoner og Matildaen forblev i tjeneste i adskillige australske regimenter i 4. australske pansrede brigade i det sydvestlige Stillehav. De kom først i kamp under felttoget på Huon halvøen i oktober 1943. Matilda II kampvogne forblev i indsats indtil krigens slutning i Wewak, Bougainville og Borneo felttogene, hvilket gjorde Matilda til den eneste britiske kampvogn, som forblev i tjeneste under hele krigen.

## Varianter
- Matilda I (Infantry Tank Mk II[7])

Den første produktionsmodel.
- Matilda II (Infantry Tank Mk IIA)

Vickers maskingevær udskiftet med Besa maskingevær.
- Nogle få u-pansrede kampvogne til træning blev fremstillet.
- Matilda III (Infantry Tank Mk IIA*)

Ny Leyland dieselmotor.
- Matilda III CS (CS står for Close Support – nærstøtte)

Variant med 3 inch (76 mm) haubits.
- Matilda IV (Infantry Tank Mk IIA**)

Med forbedrede motorer. Stiv montering og ingen tårnlampe
- Matilda V

Forbedret gearkasse og gearskift.
- Baron I, II, III, IIIA

Eksperimentelt Matilda chassis med mineplejl – aldrig benyttet operationelt.
- Matilda Scorpion I / II

Matilda chassis med mineplejl. Anvendt i Nordafrika under og efter slaget ved el_alamain.
- Matilda II CDL / Matilda V CDL (Canal Defence Light)

Det sædvanlige tårn var erstattet af et cylindrisk, som indeholdt et et søgelys, (som blev projiceret gennem en lodret spalte) og et BESA maskingevær
Australske varianter:
- Matilda Frog (25)

Flammekaster kampvogn.
- Murray og Murray FT

Flammekaster kampvogne.
- Matilda Hedgehog (6)

En marine Hedgehog 7-rørs spigot morter var monteret i en pansret kasse på det bageste af skroget på adskillige australske Matilda kampvogne. Motererne blev hævet hydraulisk og affyret elektrisk, enten enkeltvis eller i en salve på 6. Det femte rør kunne først afskydes når tårnet var drejet, så radioantennen kom væk fra granatens bane. Hver granat vejede 29 kg, og indeholdt 12,5 til 15 kg højeksplosiver. Granaternes rækkevidde var op til 400 meter og man sigtede ved at dreje hele kampvognen.
- Matilda Scorpion minerydderplejl, Nordafrika, 2. november 1942.
- Matilda Baron under test.

## Overlevende eksemplarer
Omkring 45 Matilda II findes stadig i forskellige grader af vedligeholdelse. Hovedparten (omkring 30) befinder sig på museer eller i privat ejerskab i Australien.
- Jacques Littlefield samlingen, California.
- Royal Australian Armoured Corps Tank Museum, Puckapunyal, Australia.
- Matilda Hedgehog, RAAC Museum, Puckapunyal.
- Matilda Bulldozer, RAAC Museum, Puckapunyal.
- Matilda Frog, RAAC Museum, Puckapunyal.
- Bovington Tank Museum, England. I funktionsduelig tilstand, malet som den kampvogn hvori H.R.B. Foote vandt Victoriakorset.
- CFB Borden museum, Ontario, Canada.
- United States Army Ordnance Museum, Aberdeen, Maryland. Erobret af tyskerne i Nordafrika og derpå generobret. Den blev sendt til USA som skrot, men blev bevaret.

## Eksterne kilder
- Detaljerede Matilda II specifikationer og produktionsoplysninger Arkiveret 17. september 2008 hos  Wayback Machine
- OnWar – Matilda III Arkiveret 27. september 2007 hos  Wayback Machine
- WWII Vehicles
- Fotos Arkiveret 2. marts 2009 hos  Wayback Machine af Matilda kampvogne i sovjetisk tjeneste (rkkaww2.armchairgeneral.com)
- PDF document opregner de overlevende Matilda kampvogne.